# کیت (ویرایشگر نوشتار)
کیت (به انگلیسی: Kate) (کوتاه‌شده عبارت KDE Advanced Text Editor به معنی ویرایشگر متن پیشرفته کی‌دی‌ئی) نام یک ویرایشگر متن است که توسط پروژه کی‌دی‌ئی توسعه می‌یابد. این ویرایشگر متن از سال ۲۰۰۱ جزئی از میزکار کی‌دی‌ئی ۲ بوده است. از جمله ویژگی‌های این ویرایشگر می‌توان به قابلیت برجسته‌سازی نحو برای بیش از ۲۰۰ نوع قالب پرونده، تازنی کد، طرح‌بندی‌های قابل سفارشی‌سازی که می‌توان ان‌ها را در جایی ذخیره کرده و بعداً مجدداً بارگذاری کرد، پشتیبانی از عبارات باقاعده و پشتیبانی از افزونه‌ها اشاره کرد. همچنین کیت می‌تواند همانند ویرایش vi در مدها و حالت‌های گوناگون هم کار کند و به گونه‌ای vi را شبیه‌سازی کند.